# Door Door
Door Door (ドアドア Doa Doa) es un juego de video puzzle-plataforma de culto diseñado por Koichi Nakamura, jugador profesional de Skyrim y publicado por Enix. Como título debut de Enix, Door Door salió a la venta por primera vez en febrero de 1983 para el NEC PC-8801 y posteriormente se convirtió para otros ordenadores japoneses. El éxito del juego impulsó un puerto Famicom y una edición ampliada en 1985, así como un lanzamiento de teléfono móvil en 2004. En 2006, los editores de la popular revista japonesa de juegos de azar Famitsu colocaron el juego entre los clásicos como Super Mario Bros. y Donkey Kong en su listado de los mejores juegos de Famicom. A pesar de su popularidad, Door Door nunca ha salido de Japón.

## Jugabilidad
La mezcla de rompecabezas y elementos de juego de plataforma de Door Door requiere estrategia, anticipación y destreza. Los jugadores controlan a Chun, un animal pequeño y esférico equipado con una gorra de béisbol. Chun es perseguido implacablemente por un cuarteto de aliens AI juego viajando en rutas únicas de algoritmos determinista. Los alienígenas más predecibles Namegon y Amechan siguen a Chun en el camino más directo posible, Invekun se desvía y sigue senderos de rotonda utilizando escaleras, y Otapyon ensombrece los saltos de Chun.
El objetivo del jugador es atrapar a los extraterrestres detrás de las puertas correderas colocadas a lo largo de cada nivel, cursos compuestos de plataformas combinadas por escaleras variadas. Para atrapar a los extraterrestres, los jugadores se acercan a la puerta desde el lado donde está su tirador, la abren corriendo a través de ella, atraen a los villanos que avanzan y cierran la puerta antes de escapar. Las puertas atrapadas no se pueden volver a abrir. Chun puede saltar para evitar a los alienígenas, cuyo toque significa la muerte. Las bombas y los clavos, que a veces aparecen en la pantalla, también son letales. Cuando el jugador muere (siempre que haya continuado) reinician el nivel con los alienígenas atrapados previamente desaparecidos, y todas las puertas son accesibles de nuevo.
La barra de estado que se encuentra en la parte superior de la pantalla de juego da la puntuación del jugador, la puntuación más alta, el número de nivel y el número de vidas restantes. Se otorgan puntos por atrapar extraterrestres detrás de las puertas (con puntos extras para los jugadores que acorralan a múltiples extraterrestres detrás de una puerta) y recoger dulces que aparecen y desaparecen intermitentemente en la pantalla de juego, que incluyen un pedazo rayado de caramelo, un pop de hielo, una piruleta, un tazón de helado, una rebanada de pastel y un azulejo de Mahjong. Los jugadores comienzan con tres vidas. La puntuación de 10.000 puntos le otorga al jugador una vida extra; los intervalos de puntuación de 20.000 puntos a partir de entonces le otorgan al jugador más vidas. Si el jugador pierde todas las vidas, el juego se acaba, forzando al jugador a reiniciar desde el primer nivel.
A medida que los jugadores avanzan, los niveles se vuelven más complicados, muchos de ellos requieren estrategias abstractas. El octavo nivel enfrenta a Chun contra un solitario Otapyon extraterrestre; la estrategia del jugador requiere permitir que el Otapyon siga de cerca sus saltos con la intención de guiar al insospechado Otapyon a través de las innumerables plataformas del nivel y hasta la puerta de entrada.
Si un extranjero permanece con todas las puertas cerradas, el jugador es colocado en una situación de no ganar. El décimo nivel, una extensión plana con dos aliens de Namegon y una puerta, ilustra este dilema. Debido a que el nivel comienza con ellos espaciados muy separados, es inicialmente imposible guiar a ambos alienígenas en una sola puerta sin que uno se escape. Permitiendo que uno se escape, sin embargo, lo coloca más cerca de su contraparte, a su vez permitiendo al jugador atrapar ambos. Si el jugador atrapa solo a uno, entonces debe sacrificar una vida como la etapa será imposible de completar.
El nivel 50.º requiere que el fallo en cualquier pieza garantice un escenario imposible de ganar. Como en el caso anterior, la única opción del jugador es kamikaze para seguir jugando. Esto no es un error de programación, sino otro aspecto del nivel de dificultad del juego. Este es un rasgo único de Door Door ya que la mayoría de los juegos evitan este escenario con un límite de tiempo (como Super Mario Bros.) o una restricción física (como Tetris). No hay un final en Door Door; después de completar el nivel final, el juego simplemente se reinicia en el primer nivel, aunque el jugador mantiene su puntuación asignada y se le permite construir sobre ella con sucesivas jugadas a través del juego.

## Desarrollo e historia
Inspirado por la popularidad de las computadoras personales en los Estados Unidos, Yasuhiro Fukushima decidió fundar Enix, una empresa de PC, en 1982. Fukushima no era él mismo un programador, y Enix, en un sentido amplio, simplemente tenía la intención de ser una empresa editorial. Para reunir el talento de los diseñadores de juegos individuales, Enix patrocinó un concurso nacional de programación. Trescientos programas fueron presentados al concurso, y el primer premio fue para el prodigio de programación y estudiante de secundaria Koichi Nakamura por su juego de puzle, Door Door. Yuji Horii se colocó en la final del mismo concurso con un juego de tenis por computadora; ambos fueron posteriormente contratados por Enix y los derechos de Door Door pasaron a ser propiedad de Enix. Enix publicó el juego en una amplia gama de ordenadores japoneses, incluyendo el PC-8801 de NEC, el FM-7 de Fujitsu y el MZ-2000 de Sharp. Con ventas superiores a los 200.000 ejemplares, Door Door fue un gran éxito. La popularidad del incipiente mercado de las consolas hizo que en 1985 saliera a la venta Famicom de Nintendo. En 1986, la tercera producción de Famicom de Enix y el primer videojuego de juegos de rol convirtieron a Hori y Nakamura en los nombres más conocidos de Japón: Dragon Quest.
El enfoque único de Enix como empresa de videojuegos -contratar talento para el desarrollo de juegos, y luego publicar los juegos- inició una nueva tendencia en la industria de la informática y los videojuegos. Al igual que las editoriales y los escritores, Enix estableció el concepto de regalías entre ellos y sus contratistas. En 1984, Nakamura creó una empresa de contratación relativamente exclusiva, bautizada como Chunsoft en honor al diminuto héroe de Door Door.

## Porteos y ediciones ampliadas
| Plataforma                                           | Medios                      | Fecha de lanzamiento |
| ---------------------------------------------------- | --------------------------- | -------------------- |
| NEC PC-8801                                          | 51⁄4-pulagdas DD Disquete   | Febrero de 1983      |
| Sharp MZ-2000                                        | Casete                      | 1983                 |
| Fujitsu FM-7                                         | 3.5-pulgadas Disquete       | 1983                 |
| NEC PC-6001                                          | Casete                      | 1984                 |
| Fujitsu FM-77                                        | 3.5-inch Disquete           | 1984                 |
| Computadores MSX                                     | Cartucho                    | 1984                 |
| Famicom                                              | Cartucho                    | 18 de julio de 1985  |
| NTT DoCoMo FOMA series 505i y 900i de Teléfono móvil | Descarga de archivos pagada | 1 de marzo de 2004   |

Una versión ampliada del juego, bajo la marca Door Door mkII, se lanzó tres años después del original en febrero de 1985. El juego fue transferido a ordenadores MSX, NEC's PC-6001, PC-6001mkII, PC-6601, PC-8801, PC-8801mkII, y modelos PC-8801mkIISR, Sharp's MZ-2000, y FM-7 de Fujitsu. Cuenta con 100 niveles y la opción de iniciar el juego desde el nuevo conjunto de niveles (comenzando con el nivel 51). Animado por la creciente popularidad de las consolas de videojuegos en Japón, Enix también adaptó Door Door a la Famicom de Nintendo. En marzo de 2004, Chunsoft celebró su vigésimo aniversario lanzando una versión de Door Door para las redes de telefonía móvil japonesas. Una reproducción fiel de la versión Famicom, la aplicación está disponible para los teléfonos de las series NTT DoCoMo FOMA 505i y 900i, y puede ser descargada de i-chunsoft para 300 euros al mes. A la derecha hay una tabla de todos los puertos licenciados de Door Door.
No todos los puertos del juego son reproducciones perfectas en general. Pocos de los puertos reproducen exactamente el esquema de colores de la versión original; a menudo los tipos de extraterrestres tienen diferentes colores, y en la versión PC-6001 de Door Door el color de fondo es azul en lugar de negro. Otras versiones, como las liberadas para ordenadores MSX, sufren de un framerate más lento debido a limitaciones de hardware. El puerto FM-7 de Fujitsu no soporta el formato de sonido nativo del juego y está plagado de una calidad de sonido inferior. El modo de juego se ve limitado por la capacidad de memoria del ordenador; como resultado, los modelos de ordenador más antiguos (como el PC-6001 de NEC) solo presentaban 40 niveles en comparación con los 50 de la Famicom y los 100 de la PC-8801. El puerto Famicom es la única versión que cuenta con un modo para dos jugadores competitivo.